# ブックエンド

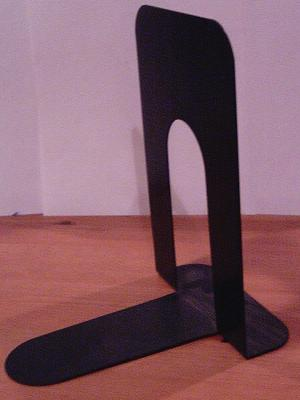
1870年代に特許が取られ広く普及した、金属を型抜きしたブックエンド。

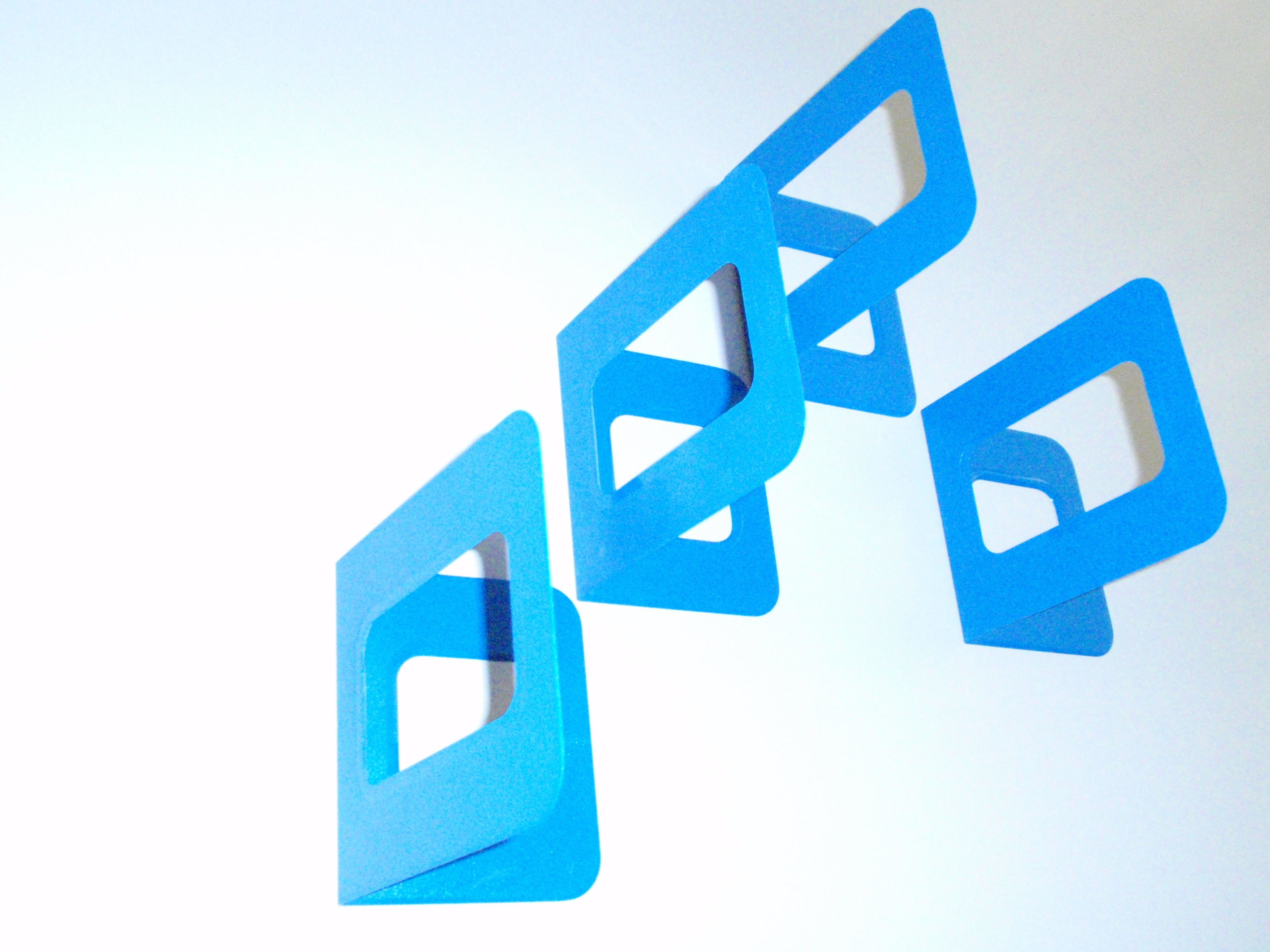
プラスティック製ブックエンド。

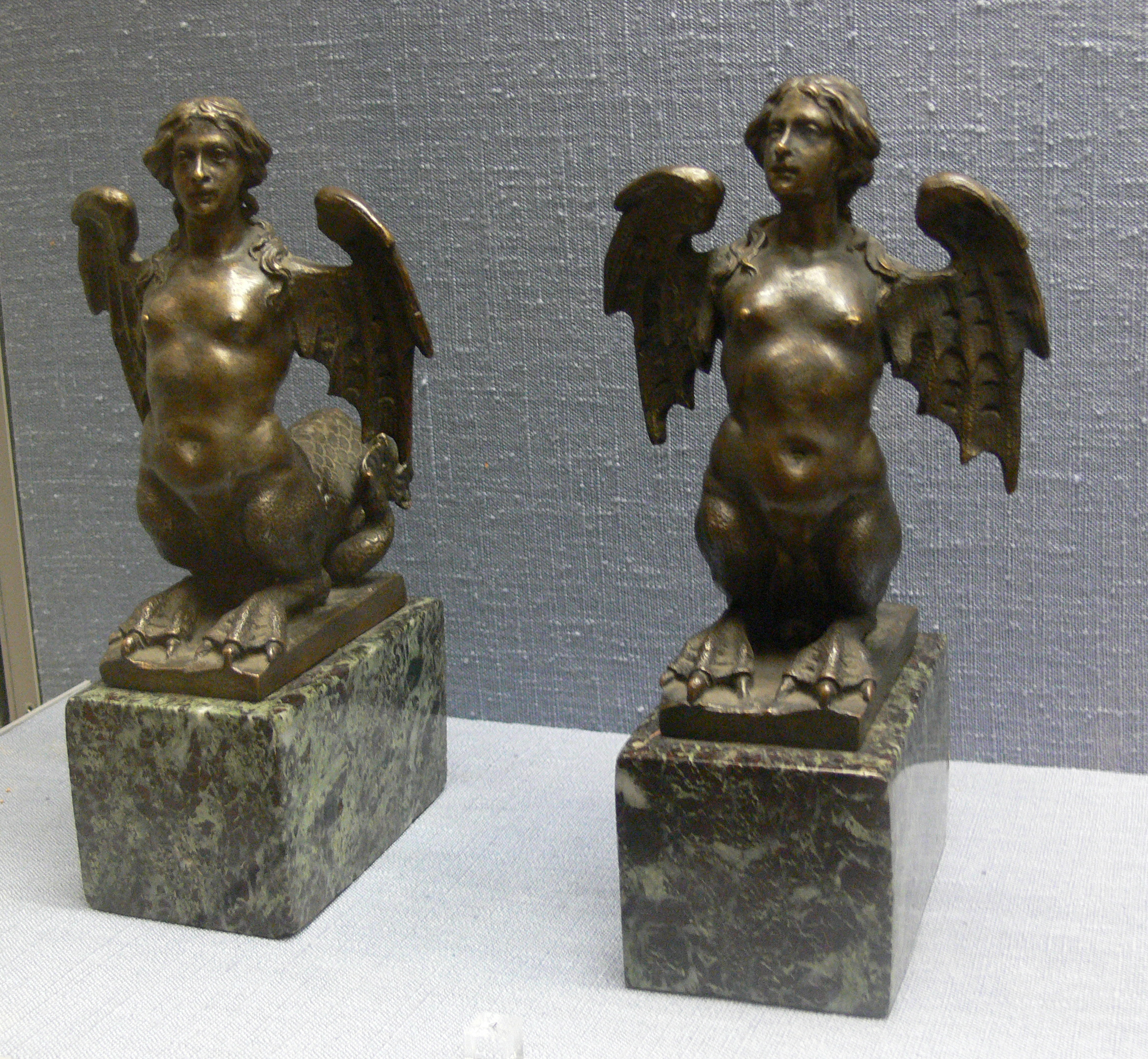
インテリアとしてのブックエンドの例

ブックエンド（英：bookend）は、立て並べた書物の両側または片側にあてがって、書物が倒れるのを防ぐもの。本立て、本立（読みは「ほんたて」）とも。日本では（和製英語的に）「ブックスタンド」とも呼ばれることがあるが、英語圏でブックスタンドという場合、日本で言うところの書見台、及びブックスタンダーを指す。

## 概要
ブックエンドは、立てられた本の列の終わりに置くことで、本を立てておいたままの状態で保つために設計された道具である。ブックエンド無しでは、特に薄い本などは斜めに倒れてしまう。初めから本を横にして置いておけば倒れることは防げるものの、それでは下の方にある本が取り出しにくいため、本を立てておく必要があり、それでブックエンドが必要とされるのである。
本棚の中、机の上等々で用いられる。図書館、出版業者、一般家庭などで広く用いられている道具である。
材質・構造としては、金属製の薄い板を型抜きし、L字形または逆T字形（⊥の形）に加工したものが一般的である。本自体の重みによって、本が横に倒れるのを防ぐ仕組みとなっている。このほか、書架の棚板の下面に固定して、棚板にぶら下げるタイプのブックエンドも存在する。こちらは金属製の棒をU字形に曲げた形になっている。

## 歴史
鋼の一枚板で作られた単純な金属製のブックエンドは、（日本国外では）1870年代には特許が取られている。20世紀には、米国の図書館用品会社の DEMCO社 がブックエンドを現代化するために工業デザイナーのブルックス・スティーブンスのサービスを用いた。DEMCO社を含む図書館用品会社は1950年代 - 1960年代に新しいプラスチックの利用を試み、それによって使える色が広がった。

## 装飾
ブックエンドはインテリア（室内装飾品）の要素となりうる。インテリアとして人気のあるブックエンドは、ブロンズ製、大理石製、木製などである。中には大きな晶洞でできているものさえある。